# بی‌بی گانز
بی‌بی گانز (انگلیسی: BB Gunns؛ زاده ۲۰ فوریهٔ ۱۹۷۰) یک مانکن اهل اهل آمریکا است. 